# ПлейСіті
ПлейСіті — українське державне агентство для регулювання азартних ігор і лотерей. Створене 21 березня 2025 року і мало замінити закриту Комісію з регулювання азартних ігор та лотерей і працювати під контролем Мінцифри України.

## Історія
ПлейСіті є частиною реформи сектору азартних ігор і вважається центральним органом виконавчої влади. Його було створено відповідно постанові Кабінету міністрів. Агентство покликане реалізовувати державну політику у сфері організації та проведення азартних ігор і в лотерейній сфері. Діяльність організації координується урядом через віцепрем'єр-міністра з інновацій, розвитку освіти, науки та технологій, міністра цифрової трансформації, станом на момент створення агенства цю посаду посідав Михайло Федоров. На думку Федорова, на початок 2025 року Україна щороку втрачала до 10 млрд грн прибутку через тіньовий ринок казино.
4 грудня 2024 року Верховна рада ухвалила закон про ліквідацію КРАІЛ, 4 січня 2025 року президент Зеленський підписав закон про посилення контролю за гральним ринком та ліквідацію КРАІЛ. Крім іншого, закон передбачав заборону реклами азартних ігор (окрім нічного ефіру на телебаченні та радіо, видань для аудиторії 21+ та платформ із цільовою аудиторією), запроваджував нові правила фінансових операцій і заборону рекламних дзвінків та SMS від операторів.
14 лютого Кабмін переклав функції КРАІЛ на Мінцифри для подальшої передачі їх до ПлейСіті. Формування агентства мали закінчити до 1 квітня 2025 року. 25 березня Кабмін остаточно ліквідував КРАІЛ.
8 квітня керувати агентством призначили Геннадія Новікова, що раніше був заступником голови апарату КРАІЛ Івана Рудого. 18 грудня 2024 року ДБР затримали Рудого за підозрами у пособництві РФ та незаконному зберіганні наркотиків. За даними Мінцифри, на посаді заступника Рудого Новіков координував перевірки ліцензованих компаній, а також був автором механізму блокування нелегальних онлайн-казино, що дозволив закрити 4500 таких сайтів протягом 2024 року. До лютого 2023 року Новіков був членом КРАІЛ, а з листопада став заступником Івана Рудого.
Почало повноцінну діяльність 30 травня 2025 року.

## Керівництво
- Геннадій Новіков (з 8.04.2025)[17][23]

## Задачі
При створенні агенції було задекларовано наступні задачі:
1. Переведення процесу видачі гральних ліцензій в онлайн;
2. Запуск системи онлайн-моніторингу;
3. Усунення людського фактору, оцифрувати процес видачі ліцензій;
4. Мінімізація корупції;
5. Оновити реєстр лудоманів;
6. Створення єдиних прозорі правил для всіх гравців ринку;
7. Прибрати з ринку компанії з російським слідом;
8. Запровадити інструменти контролю за ринком;
9. Боротьба з нелегальними казино;
10. Виведення сфери азартних ігор та лотерей з тіні.